# Vila e Roussas
Vila e Roussas (oficialmente: União das Freguesias de Vila e Roussas)  é uma freguesia portuguesa do município de Melgaço, com 11,51 km² de área e 2300 habitantes (censo de 2021). A sua densidade populacional é 199,8 hab./km².

## História
Foi criada aquando da reorganização administrativa de 2012/2013,  resultando da agregação das antigas freguesias de Vila e Roussas.

## Demografia
A população registada nos censos foi:
| Distribuição da População por Grupos Etários | Distribuição da População por Grupos Etários | Distribuição da População por Grupos Etários | Distribuição da População por Grupos Etários | Distribuição da População por Grupos Etários | Distribuição da População por Grupos Etários |
| -------------------------------------------- | -------------------------------------------- | -------------------------------------------- | -------------------------------------------- | -------------------------------------------- | -------------------------------------------- |
| Antes da agregação                           |                                              |                                              |                                              |                                              |                                              |
| Ano                                          | 0-14 anos                                    | 15-24 anos                                   | 25-64 anos                                   | >= 65 anos                                   | Total                                        |
| 2001                                         | 353                                          | 323                                          | 1227                                         | 510                                          | 2413                                         |
| 2011                                         | 360                                          | 307                                          | 1342                                         | 658                                          | 2667                                         |
| Após a agregação                             |                                              |                                              |                                              |                                              |                                              |
| Ano                                          | 0-14 anos                                    | 15-24 anos                                   | 25-64 anos                                   | >= 65 anos                                   | Total                                        |
| 2021                                         | 227                                          | 218                                          | 1139                                         | 716                                          | 2300                                         |